# Slatosar Boew
Slatosar Nikolaew Boew (bulgarisch Златозар Николаев Боев; englische Transkription: Zlatozar Nikolaev Boev; * 20. Oktober 1955 in Sofia) ist ein bulgarischer Zoologe, Ornithologe und Paläontologe. Er gilt als Pionier der Paläornithologie in Bulgarien, trug eine der reichhaltigsten Sammlungen fossiler (neogener und pleistozäner) und subfossiler Vögel auf dem Balkan und in Südosteuropa zusammen und baute eine vergleichende osteologische Sammlung rezenter Vögel und eine wissenschaftliche Bibliothek mit über 15.000 Veröffentlichungen zur Paläontologie und Vogelevolution auf.

## Leben
Boew ist der Sohn des Zoologen Nikolaj Krumow Boew (1922–1985). Nach dem Abschluss des Gymnasiums in seiner Heimatstadt Sofia absolvierte Boew ein Zoologiestudium an der Fakultät für Biologie der Universität Sofia. 1980 graduierte er mit einer Dissertation über die Kleinsäuger am Berg Ograschden unter der Leitung von Zolo Christow Peschew. 1980 trat er in das Nationalmuseum für Naturgeschichte der Bulgarischen Akademie der Wissenschaften (NPM) ein und war bis 1983 Teilzeitmitarbeiter in der Zoologischen Abteilung unter der Leitung von Petar Beron. Dort inventarisierte, arrangierte und restaurierte er Museumssammlungen von Vögeln, Säugetieren, Weichtieren (Schnecken und Muscheln) und vielem mehr. In der Zeit von 1984 bis 1986 war er unter der Leitung des Ornithologen Simeon Simeonow Vollzeit-Doktorand am Nationalen Institut für Naturwissenschaften der Bulgarischen Akademie der Wissenschaften. 1986 und 1999 legte Boew zwei weitere Studienarbeiten vor, die erste über die vergleichende Morphologie von Reihern und die zweite die über die fossilen Vögel Bulgariens. Seit 1997 ist er Leiter der Wirbeltierabteilung des Nationalmuseums für Naturgeschichte der Bulgarischen Akademie der Wissenschaften. Er nahm an über 65 internationalen und nationalen wissenschaftlichen Foren in 12 Ländern teil und übersetzte und bearbeitete 130 populärwissenschaftliche Bücher und 273 Filme ins Bulgarische. Seine Interessensschwerpunkte liegen hauptsächlich in den Bereichen Paläozoologie, Zoologie, Ornithologie und Naturschutz. Er ist Mitglied der Bulgarischen Gesellschaft für Vogelschutz und der Bulgarischen Ornithologischen Gesellschaft.
Boew entdeckte und beschrieb vier Gattungen, 33 Arten und eine Unterart fossiler Vögel aus Bulgarien und Griechenland. Er ist Autor von über 730 wissenschaftlichen, populärwissenschaftlichen Artikeln, Büchern und Lehrbüchern, die in 20 Ländern in Europa, Asien und Nordamerika veröffentlicht wurden.
Boew entdeckte die ersten Überreste fossiler (spätmiozäner) Nashornvögel in Europa, die ersten fossilen Überreste von Straußen, Fasanenartigen, Schneeeulen, Auerhühnern in Bulgarien, die ältesten Überreste von Geiern, Adlern, Falken und Fichtenkreuzschnäbeln in Europa, fossile Lerchen sowie dutzende anderer Vogelgattungen und -arten.

## Dedikationsnamen
2024 benannte Nikita Wladimirowitsch Selenkow den fossilen Hühnervogel Plioperdix boevi zu Ehren von Slatosar Boew.